# Kanton Bustanico
Kanton Bustanico (francouzsky Canton de Bustanico) je francouzský kanton v departementu Haute-Corse v regionu Korsika. Tvoří ho 24 obcí.

## Obce kantonu
- Aiti
- Alando
- Altiani
- Alzi
- Bustanico
- Cambia
- Carticasi
- Castellare-di-Mercurio
- Erbajolo
- Érone
- Favalello
- Focicchia
- Giuncaggio
- Lano (Korsika)
- Mazzola
- Pancheraccia
- Piedicorte-di-Gaggio
- Pietraserena
- Rusio
- Sermano
- Sant’Andréa-di-Bozio
- San-Lorenzo
- Santa-Lucia-di-Mercurio
- Tralonca